# ひるまえ ほっと
『ひるまえほっと』は、NHK首都圏局が制作し関東1都6県・甲信越地方のNHK総合テレビジョンで2013年4月3日から2025年3月30日まで放送されていた平日昼前の地域情報番組である。2017年度までは関東1都6県のみの放送だったが、2018年度より新潟・山梨・長野の3県にも放送地域が拡大された。
なお、当番組は2013年3月21日で終了した『こんにちはいっと6けん』をリニューアルした番組である。

## 概要
NHK首都圏局が制作している、もともと関東1都6県、そして後に新潟や長野まで含めるようになった地域情報番組であり、生活に役立つ情報が満載で、「旬」をキーワードに掲げ関東地方の旬な話題を中心に、「ホットな情報」と「ほっとする情報」を伝える。「食」や「旅」、「健康」、「趣味」などに関する話題を関東1都6県にあるNHKの各放送局のネットワークをいかし、きめの細かい取材力で“かゆいところに手が届く内容”を届ける。具体的には、イベントや隠れた観光名所を取り上げる“お出かけ情報”や、毎日をいきいき過ごすために役に立つ体操やエクササイズなどを取り上げる健康情報に加え、首都直下地震などの災害に対する備えなど、暮らしに役に立つ企画を放送していく。また、生放送をいかして、地震や台風・大雨などの災害情報や公共交通機関の運行情報など、暮らしに直結する情報やニュースも伝える。
なお放送センター直轄地域で県域放送が行われる群馬県（前橋局）・栃木県（宇都宮局）・茨城県（水戸局）のうち、前橋局は2012年度と同じく全編を東京からのネット受けである。
なお、2018年度からは甲信越地方（新潟局・長野局・甲府局）にもネットを開始した。
ネット開始に合わせて前半（11:05 - 11:30）と、後半（11:30 - 11:54）の2部制となり、甲信越地方は後半部分をネットする形となった。
2020年3月4日からは同月1日から試行サービスを開始したネット常時同時配信のNHKプラスにて日本全国で視聴可能になった。
2020年9月28日より、前半の関東向け部分が月曜日のみに縮小。火曜日から金曜日は11:30 - 11:54となり、長野局・甲府局はフルネット化した。なお、2020年9月までで11時台前半に総合テレビで地域情報番組を編成していたのは関東地方のみであり、他地域では同時間帯は総合やEテレで放送された番組の再放送を行っていた。
2022年2月28日限りで月曜日の関東向け部分を廃止し、放送時間を11:30 - 11:54に統一して全編関東甲信越向けに放送していた。宇都宮局は地域情報番組の終了に伴い金曜日もフルネットに移行した。
2025年3月17日に最終回スペシャルを放送予定だったが、国会中継のため放送日が同月27日に変更された。しかし、この日も国会中継のため放送が延期したため、同月30日（日曜日）に異時放送の上で最終回スペシャルが放映された。
番組の終了により、NHKで長らく続いてきた平日昼・昼前の首都圏の情報番組枠も廃止されることになった。

## 放送時間

### 番組終了時点
- 東京（東京・神奈川・千葉・埼玉）、宇都宮（栃木）、前橋（群馬）、長野、甲府（山梨）

平日 11:30 - 11:54（JST）
宇都宮局は2021年度まで金曜のみ11時50分から県域『ちょこトチ!』に差し替え。
- 水戸（茨城）

月曜から木曜 11:30 - 11:54（JST）
金曜のみ県域『いばっちゃお』に差し替え（番組は2019年度に新設、2019年度から2021年度までは『金曜は!いばっチャオ』だった）。
なお春の大型連休の谷間、年末年始などに『いばっちゃお』が休止となる場合は金曜も臨時ネットする。
- 新潟

月曜から木曜 11:30 - 11:54、金曜 11:30 - 11:50（JST）
金曜のみ11時50分から県域『ひるまえ伝言板』に差し替え。

### 過去
2018年度から、後半は甲信越地方でもネットされるようになったため2部制となった。それに伴い、後半部の開始時もタイトルロゴと開始の挨拶が入るようになった。
ひるまえほっと 〜関東〜
- 東京（東京・神奈川・千葉・埼玉）、水戸（茨城）、宇都宮（栃木）、前橋（群馬）

月曜 11:05 - 11:30（JST）
2020年9月25日までは、火曜 - 金曜も11:05 - 11:30の放送を行っていた。

### 補足
- 水戸放送局は長らく後半部をネットせずに独自の県域番組を放送していたが、2019年度からこの時間帯の県域放送は金曜日のみとなったため、月曜日から木曜日は本番組をネットするようになった[16]。なお、2018年度以前も県域番組を休止する場合には後半部も臨時ネットすることがあった。
- 祝日・年末年始・国会中継・高校野球開催日は休止、またスポーツ中継（主にメジャーリーグや夏季・冬季のオリンピックなど）、重大な気象事案・ニュース発生時、毎年1月初旬の東京消防庁出初式・歌会始中継などがある日は休止もしくは放送時間を短縮する。さらに、強い地震が発生した時は、番組休止または途中打ち切りとなる。
- なお毎月1日（1月のみ4日）は、緊急警報放送の試験信号を送出するため、1分短縮の11:53までとなる。

## 主なコーナー
- 関東各局リレー（火曜）[3]
- いいお湯見つけました（木曜）
- いま旬☆市場（金曜）[1]
- 発掘!お宝番組
- かんたんごはん（月 - 金曜、2013年10月までは金曜放送は再放送コーナーおかわりも放送されていた、11:30頃）[注釈 5][1]
- いまほん（有名書店のベストセラーランキングと注目の本の紹介で構成。一部の地方局でも同時間帯の情報番組や18時台のローカルニュース番組の1コーナー扱いでVTR部分のみ録画ネットされている）
- @ほっと（時間不定）
- てくてく散歩（月1回）
- 笑顔みつけ隊（木曜）
- 今週の○○（不定期金曜）
- 中江有里のブックレビュー（月1回水曜）
- やすみりえのほっと川柳（月1回金曜）
- ひるまえ通信（不定期）
- みんなのイチオシ！（金曜）
- きじまりゅうたの都市農業（不定期）
- 武井壮のパラスポーツ真剣勝負（不定期、時間不定）[2][3] - 2018年度からBS1で単独番組化[17]。

## 出演者

### メインキャスター
- 古谷敏郎（2021年4月1日 - 2025年3月30日）

#### 過去
- 三好正人（2013年4月3日 - 2015年3月19日）
- 山本哲也（2015年3月30日 - 2016年4月1日、最終日は地震のニュースが入り途中終了[18]）
- 島津有理子（2016年4月4日 - 2017年3月17日）
- 武内陶子（2017年4月3日 - 2019年3月22日）[3]
- 柘植恵水（2019年4月3日 - 2021年3月18日）[1][2]

### 首都圏センターリポーター
首都圏以外の各県のリポーターは各放送局の項目を参照。
- 勝田真季（前番組から）
- 竹澤知位子（前番組から）
- 西村美月（前番組から）
- 今井温美
- 宮澤結花
- 小村弥生
- 小村美記
- 島紗理
- 坂本沙織
- 清水明花
- 本庄美奈子
- 松尾衣里子
- 相沢志野
- 上村陽子
- 八木菜月
- 佐藤千佳
- 小村美記
- 金井一世
- 高津諒子
- 髙橋香央里
- 丹友美

### コーナー出演者
- 有賀正次（築地青果市場卸、前番組から） - いま旬☆市場
- 磯村信夫（大田花き市場卸、前番組から） - いま旬☆市場
- 島津修（築地水産市場仲卸、前番組から） - いま旬☆市場
- 佐々木洋（プロナチュラリスト、） - てくてく散歩
- 田崎真也（ソムリエ、前番組から） - てくてく散歩、かんたんごはん[注釈 6]
- 中井精也（鉄道写真家、前番組から） - てくてく散歩
- 町田忍（庶民文化研究家、前番組から） - てくてく散歩
- 宮澤やすみ（仏像コラムニスト、前番組から） - てくてく散歩
- 絹代（サイクルライフナビゲーター、前番組から） - @ほっと
- 佐伯チズ（美容アドバイザー、前番組から） - @ほっと
- 中村格子（整形外科医・スポーツドクター、前番組から） - @ほっと
- やすみりえ（川柳作家、前番組から） - ほっと川柳
- 小倉一郎（俳優・詩人） - ひるまえ俳句茶房
- 中江有里（女優・脚本家、2013年度から） - ブックレビュー
- 武井壮（タレント） - 武井壮のパラスポーツ真剣勝負[2][3]

## テーマ曲
- カワノミチオ「きぼうのチカラ」 - 2019年3月まで。